# Keve András-díj
A Magyar Madártani és Természetvédelmi Egyesület 20 éves fennállása alkalmából (1994-ben) az Elnökség Keve András-díjat alapított. A díj azoknak adományozható, akik az egyesület alapításától kezdve vagy több mint egy évtizeden keresztül kitűnő tevékenységet folytattak a Magyar Madártani és Természetvédelmi Egyesület működése és szervezése terén. A díjat 5 (10) évenként az Elnökség ítéli oda. Ezzel a díjjal az MME Keve András emlékét kívánja őrizni.

## Díjazottak
- 1994: Haraszthy László, Kállay György, özv. Keve Andrásné
- 1997: Jánossy Dénes
- 1999: Schmidt Egon
- 2004: Dr. Legány András
- 2009: Harangi István

- 2014: Dr. Csörgő Tibor[1]
- 2019: Dr. Szép Tibor
- 2024: Bank László, Dr. Halmos Gergő, Nagy Sándor